# Olsen Brothers

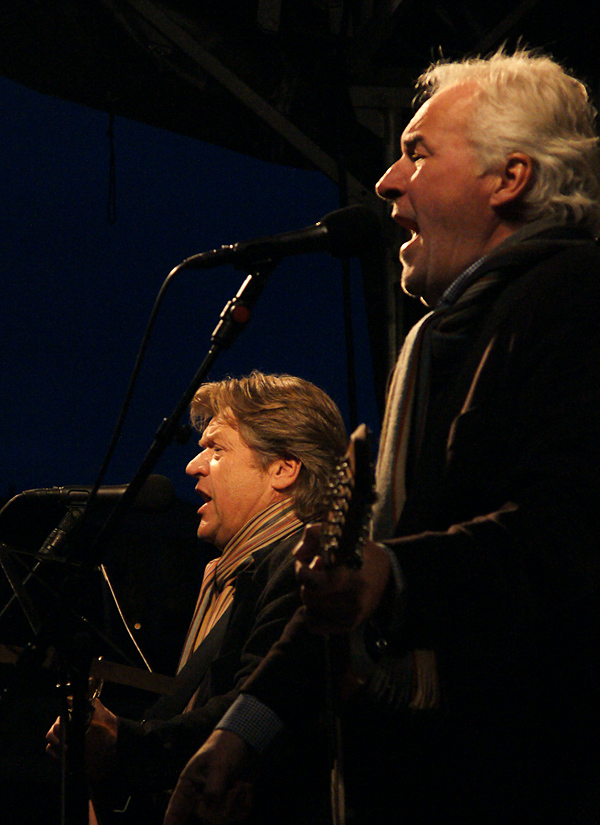
Olsen Brothers, 2009

Az Olsen Brothers (dánul: Brødrene Olsen) egy testvérpárból álló együttes. A két tag: Jørgen Olsen (1950) és Noller Olsen (Niels, 1954).
Pályájukat pop- és rockénekesként kezdték 1965-ben, amikor megalapították a The Kids együttest. Első színpadi fellépésüket a Kinks előzenekaraként teljesítették egy koppenhágai koncertjük alkalmával. 1967-ben hozták nyilvánosságra első számukat.
A két testvér 1971 márciusától tagja volt a dán Hair együttesnek, amivel turnéztak Dániában, Norvégiában és Svédországban. Az Olsen Brothers első lemeze 1972-ben jelent meg, amelyet ezidáig még tizenegy követett.
2000-ben Stockholmban megnyerték az Eurovíziós Dalfesztivált a Fly on the Wings of Love (eredeti címe: Smuk som et Stjerneskud) című dalukkal.

## Diszkográfia
- Olsen (1972)
- For What We Are (1973)
- For the Children of the World (1973)
- Back on the Tracks (1976)
- You're the One (1977)
- San Fransisco (1978)
- Dans – Dans – Dans (1979)
- Rockstalgi (1987)
- Det Stille Ocean (1990)
- Greatest and Latest (1994)
- Angelina (1999)
- Fly on the Wings of Love (2000)
- Neon Madonna (2001)
- Walk Right Back (2001)
- Songs (2002)
- Weil Nur Die Liebe Zählt (2003)
- More Songs (2003)
- Our New Songs (2005)